# Winchester (película)
Winchester (llamada en Hispanoamérica La maldición de la casa Winchester y en España Winchester: La casa que construyeron los espíritus) es una película estadounidense de terror sobrenatural de 2018 basada en los hechos paranormales de la mansión Winchester, dirigida por los hermanos Michael y Peter Spierig y escrita por los Spierig y Tom Vaughn. El filme está protagonizada por Helen Mirren (como Sarah Winchester), Jason Clarke y Sarah Snook.
Siendo una coproducción entre Estados Unidos y Australia, la película fue lanzada en Estados Unidos el 2 de febrero de 2018 y en Australia el 22 de febrero de 2018. Recibió críticas negativas de los críticos, que la llamaron "aburrida" e "inútil".

## Sinopsis
El bebé y el marido (William Wirt Winchester) de Sarah Winchester, heredera de la compañía de rifles Winchester, mueren repentinamente. Debido a ello, cree estar maldita por toda la muerte causada por los rifles, por lo que acude a una médium, quien le aconseja construirse una casa en San José, California, la cual nunca debe finalizarse, para que los espíritus que regresan no puedan hallarla.

## Elenco y personajes
- Helen Mirren como Sarah Winchester.
- Jason Clarke como Eric Price.
- Sarah Snook como Marian Marriott.
- Finn Scicluna-O'Prey como Henry Marriott.
- Angus Sampson como John Hansen.
- Laura Brent como Ruby Price.
- Tyler Coppin como Arthur Gates.
- Eamon Farren como Benjamin Block.

## Producción
En 2009, se anunció que se realizaría una película sobre la Mansión Winchester. Los derechos de la historia fueron adquiridos por la división Hammer Films de Exclusive Media en 2012, con la producción de Imagination Design Works y Nine/8 Entertainment. Los hermanos Michael y Peter Spierig fueron puestos como directores el 10 de mayo de 2016, con la pareja también revisando el guion. El 14 de mayo del mismo año Helen Mirren comenzó a finalizar un acuerdo para protagonizar la película como Sarah Winchester. Se esperaba que el rodaje comenzara en 2016 en San José, California, y en Australia. En agosto de 2016, CBS Films adquirió los derechos de distribución de la película, con la producción establecida para comenzar en marzo de 2017. En septiembre de 2016, Jason Clarke entró en negociaciones para protagonizar la película. Sarah Snook y Angus Sampson se unieron al elenco del filme en marzo de 2017, con la filmación habiendo comenzado en Australia.

## Recepción

### Taquilla
Al 9 de marzo de 2018, Winchester recaudó $24.7 millones de dólares en los Estados Unidos y Canadá, y $9.1 millones en otros territorios, para un total mundial de $33.7 millones de dólares, en comparación con un presupuesto de producción de $3.5 millones.
En los Estados Unidos y Canadá, Winchester se estrenó el 2 de febrero de 2018, y se espera que recaudará $6-8 millones de 2,480 salas de cine en su fin de semana de apertura. Terminó debutando con $9.3 millones en su primer fin de semana de proyección, terminando tercera en la taquilla, detrás de Jumanji: Welcome to the Jungle y Maze Runner: The Death Cure.

### Crítica
Winchester ha recibido reseñas negativas por parte de la crítica y de la audiencia. En el sitio web especializado Rotten Tomatoes la película posee una aprobación de 13%, basada en 134 reseñas, con una calificación de 3.9 sobre 10, mientras que de parte de la audiencia ha recibido una aprobación del 31%, basada en más de 2500 votos, con una calificación de 2.6 sobre 5. Metacritic le ha dado a la película una puntuación de 28 sobre 100, basada en 18 reseñas, indicando "reseñas generalmente negativas". Las audiencias de CinemaScore le han dado una "B-" en una escala de A+ a F.